# 薩克森的哈德維希
薩克森的哈德維希（德語：Hadwig von Sachsen，910年—959年），神聖羅馬皇帝鄂圖一世的姐姐、于格·卡佩的母親。
哈德維希是德意志國王亨利一世的女兒。936年亨利一世去世，鄂圖繼位為德意志國王。隔年，哈德維希與法蘭克人公爵「偉大的」于格結婚。于格去世後，哈德維希與弟弟布魯諾一同作為兒子于格·卡佩的攝政。同時，布魯諾也是外甥洛泰爾的監護人。

## 子女
哈德維希與偉大的于格共有3子2女：
1. 貝亞特麗絲（938年—1003年），上洛林公爵夫人
2. 于格·卡佩（939年—996年），卡佩王朝的建立者
3. 艾瑪（英语：Emma of Paris, Duchess of Normandy）（943年—968年），諾曼第公爵夫人
4. 奧東（944年—965年），勃艮第公爵
5. 亨利一世（英语：Henry I, Duke of Burgundy）（946年—1002年），勃艮第公爵